# Hermann Joseph Stupp

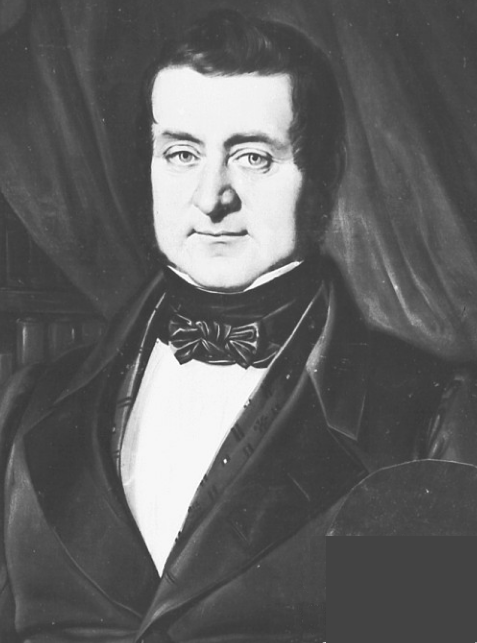
Hermann Joseph Stupp

Hermann Joseph Stupp (* 12. Februar 1793 in Golzheim (Hüttenhof); † 10. Juni 1870 in Köln) war von 1851 bis 1863 Oberbürgermeister der Stadt Köln.

## Biografie

Taufeintrag des Hermann Joseph Stupp im ältesten Golzheimer Kirchenbuch, Johann Matthias Hoch 1793

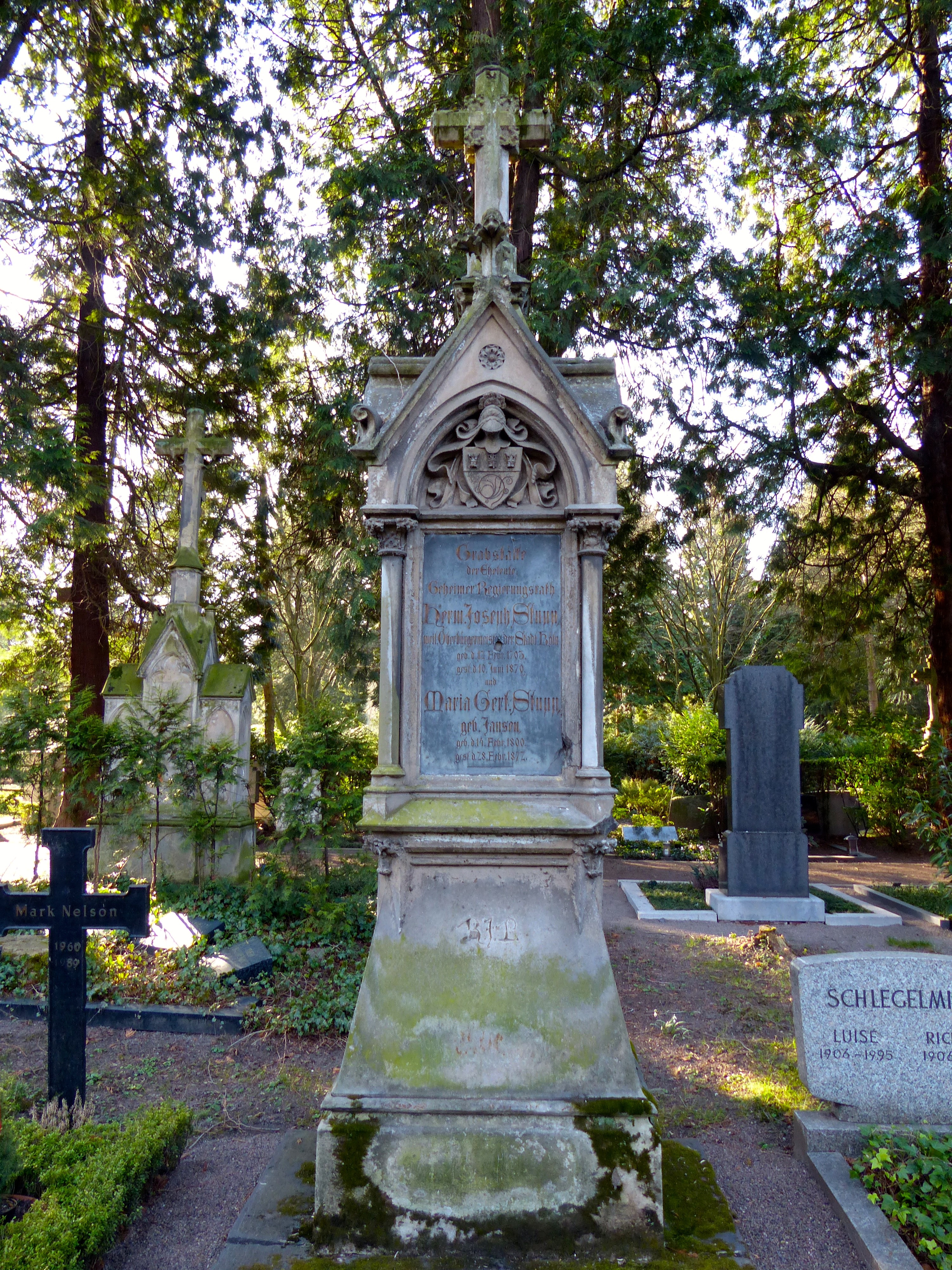
Grabstein auf dem Melaten-Friedhof

Stupp wurde am 12. Februar 1793 als Sohn der Eheleute Michael Stupp und Clara Geicht, die in Golzheim den Hüttenhof als Halfen bewirtschafteten, geboren. Stupp studierte in Münster bei Georg Hermes Theologie und wurde dadurch Hermesianer. Hierdurch resultierte in späterer Zeit ein für lange Jahre gespanntes Verhältnis zu dem Kölner Erzbischof Johannes von Geissel.
An den Befreiungskriegen 1813 bis 1815 nahm Stupp auf Seite der Preußen teil. Im Jahr 1848 war er Kommandant der Kölner Bürgerwehr. Im Mai 1848 wurde er zum Deputierten des Wahlkreises Düren in die preußische Nationalversammlung gewählt. Nach seinem Studium der Jurisprudenz war er als Rentmeister und Advokat-Anwalt beim Rheinischen Appellationsgerichtshof tätig. Er wurde später zum Justizrat und geheimen Regierungsrat ernannt. Von 1846 bis 1849 sowie 1850 war Stupp stellvertretender Gemeindeverordneter zu Köln. 1849 sowie von 1850 bis 1851 war er Gemeindeverordneter von Köln. Er zählte zu den konstitutionell-liberalen Politikern. Von 1855 bis 1863 war Stupp dann Mitglied des preußischen Herrenhauses, von 1855 bis 1863 Mitglied des Provinziallandtags, 1851 Vizemarschall des rheinischen Provinzlandtags und von 1851 bis 1863 Oberbürgermeister zu Köln.
Stupp war ferner Präsident der Rheinischen Musikschule, ab 1851 Direktor der Provinzial-Hilfskasse, Mitglied des Verwaltungsrats der Gymnasial- und Studienstiftungen und Verfasser von theologischen Schriften. Die Stadt Köln unterhält ein Ehrengrab für Hermann Joseph Stupp auf dem Friedhof Melaten, außerdem ist im Stadtteil Ehrenfeld eine Straße nach ihm benannt.